# Бојка (име)
Бојка је женско словенско име које се најчешће користи у Чешкој. И у тој земљи и у Србији изведено је из имена Бојан, односно Бојана. У Хрватској је изведено од имена Босиљка. У овој земљи је релативно често, а најчешће у Осијеку, Ердуту и Загребу.